# Lawrence Creek
Lawrence Creek és un poble dels Estats Units a l'estat d'Oklahoma. Segons el cens del 2000 tenia 119 habitants.

## Demografia
Segons el cens del 2000, Lawrence Creek tenia 119 habitants, 40 habitatges, i 33 famílies. La densitat de població era de 71,8 habitants per km².
Dels 40 habitatges en un 37,5% hi vivien nens de menys de 18 anys, en un 70% hi vivien parelles casades, en un 10% dones solteres, i en un 17,5% no eren unitats familiars. En el 15% dels habitatges hi vivien persones soles el 7,5% de les quals corresponia a persones de 65 anys o més que vivien soles. El nombre mitjà de persones vivint en cada habitatge era de 2,98 i el nombre mitjà de persones que vivien en cada família era de 3,36.
Per edats la població es repartia de la següent manera: un 33,6% tenia menys de 18 anys, un 6,7% entre 18 i 24, un 31,1% entre 25 i 44, un 23,5% de 45 a 60 i un 5% 65 anys o més.
L'edat mediana era de 33 anys. Per cada 100 dones de 18 o més anys hi havia 107,9 homes.
La renda mediana per habitatge era de 24.583 $ i la renda mediana per família de 28.750 $. Els homes tenien una renda mediana de 24.286 $ mentre que les dones 15.781 $. La renda per capita de la població era de 9.957 $. Cap de les famílies i el 2,9% de la població estaven per davall del llindar de pobresa.

## Poblacions més properes
El següent diagrama mostra les poblacions més properes.